# La Planche du diable
Pour plus de détails, voir Fiche technique et Distribution.
La Planche du diable est un film de Georges Méliès sorti en 1904 au début du cinéma muet.

## Synopsis
Un homme assisté de deux clowns installent des tréteaux pour un tour de magie. Il fait sortir deux femmes.

## Fiche technique
- Titre : La Planche du diable
- Réalisation : Georges Méliès
- Durée : 2 minutes
- Date de sortie : France : 1904